# Beagle B.206
El Beagle B.206 fue un avión de comunicaciones y enlace bimotor de siete asientos británico de la década de 1960, construido por Beagle Aircraft Limited en el Aeropuerto de Shoreham y el Aeródromo de Rearsby.

## Diseño y desarrollo

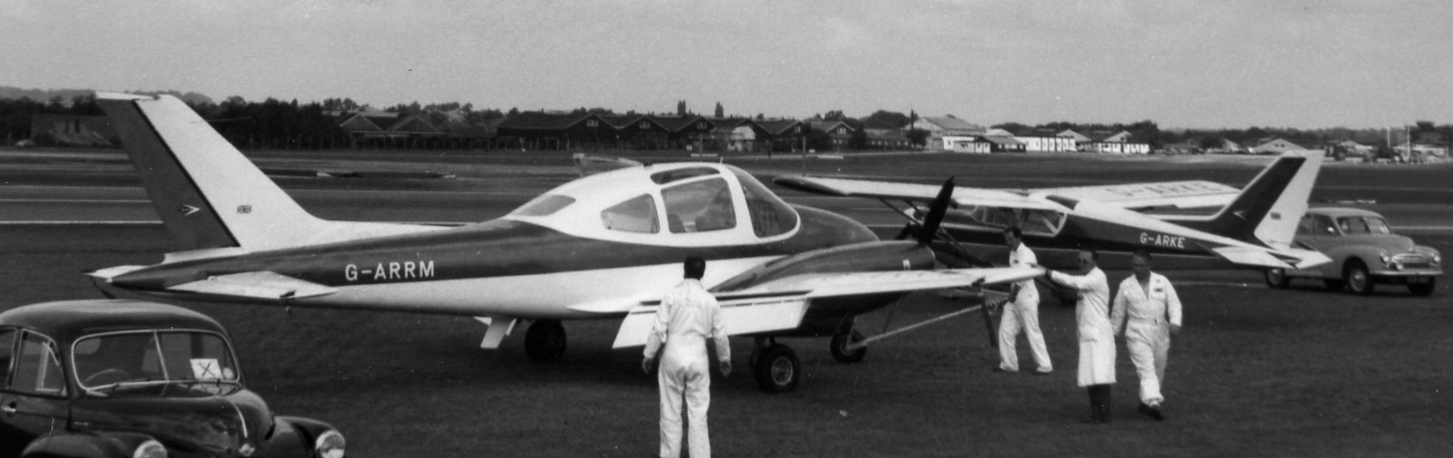
La presentación del prototipo del Beagle B.206X en la Muestra Aérea de Farnborough en 1961.

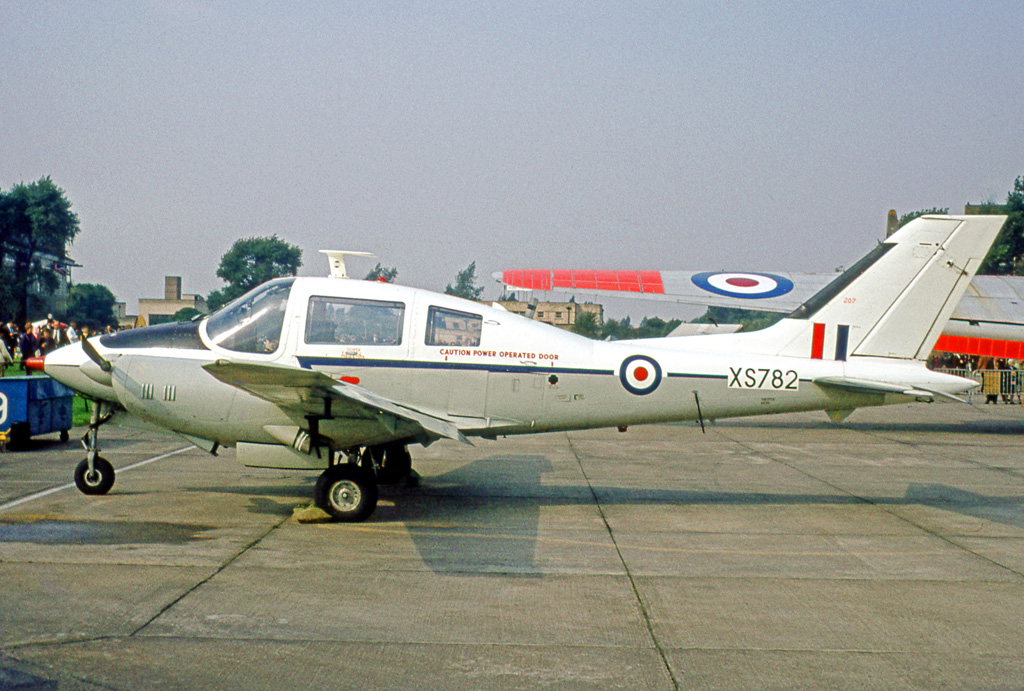
Basset CC.1 del RAF Southern Communication Squadron en RAF Coltishall en 1969.

El diseño de un transporte ligero bimotor comenzó en 1960, como parte de Bristol Aircraft en Filton, denominado Bristol 220, pero después de la formación de BAC, Peter Masefield, director general de Bristol Aircraft, llevó el proyecto a Beagle. El prototipo, matriculado como G-ARRM (designado B.206X), voló por primera vez desde el aeropuerto de Shoreham, Sussex Occidental, el 15 de agosto de 1961. El avión prototipo era un monoplano de ala baja totalmente metálico de cinco asientos, propulsado por dos motores bóxer Continental de seis cilindros. Propiedad del Brooklands Museum desde 1990 y luego prestado a la Bristol Aero Collection, antes de ser finalmente restaurado por un equipo de voluntarios en el aeropuerto de Shoreham, fue prestado al Farnborough Air Sciences Trust Museum en Farnborough, Hampshire, desde 2011 hasta 2017. Al expirar el contrato de préstamo, fue desmantelado y transportado de FAST a Brooklands, por carretera, el 3 de agosto de 2017.
El segundo prototipo (matriculado como G-ARXM y designado B.206Y) era un poco más grande, con un ala de mayor envergadura y capacidad para siete personas. Se construyeron dos aviones (designados B.206Z) para su evaluación por parte del Ministerio de Aviación en Boscombe Down, y fueron seguidos por un pedido de veinte aviones (designados B.206R) para la Real Fuerza Aérea. Los aviones de la RAF fueron designados Basset CC.1 y fueron construidos en el aeródromo de Rearsby, Leicestershire.
La producción inicial fue la Series 1, propulsada por motores Rolls-Royce Continental GIO-470A de 310 hp y el primer avión (G-ASMK) voló por primera vez el 17 de julio de 1964. Este avión se convirtió luego en el primer avión de la Series 2 con motores turboalimentados Continental GTSIO-520C de 340 hp y voló por primera vez como tal el 23 de junio de 1965. La Series 2 de producción (conocida inicialmente como B.206S) también estaba equipada con una gran puerta de carga. El avión pronto tuvo demanda entre las compañías de aerotaxi y como transporte ligero para empresas. Se entregaron tres aviones al Royal Flying Doctor Service en Australia.
Se desarrolló una Series 3 con un fuselaje trasero elevado para transportar 10 pasajeros, pero sólo dos ejemplares volaron como tales; uno fue modificado a partir de un fuselaje de la Series 2 (G-35-28, c/n B.074), se utilizó como "Vehículo de Pruebas Aerodinámicas" y luego fue reconvertido a la Series 2 como G-AXPV; el segundo (G-AWLN, c/n B.080) se convirtió en la línea de producción y finalmente se vendió en Brasil; un tercer fuselaje (B.037, que había resultado dañado durante la producción) se convirtió sólo en maqueta y nunca voló. Cuando la compañía necesitó espacio en Rearsby para construir el Beagle Pup, la producción del B.206 terminó con el avión número 79 (c/n B.080). También se construyeron cuatro fuselajes más y varias secciones de fuselaje, pero nunca fueron completados.

## Historia operacional

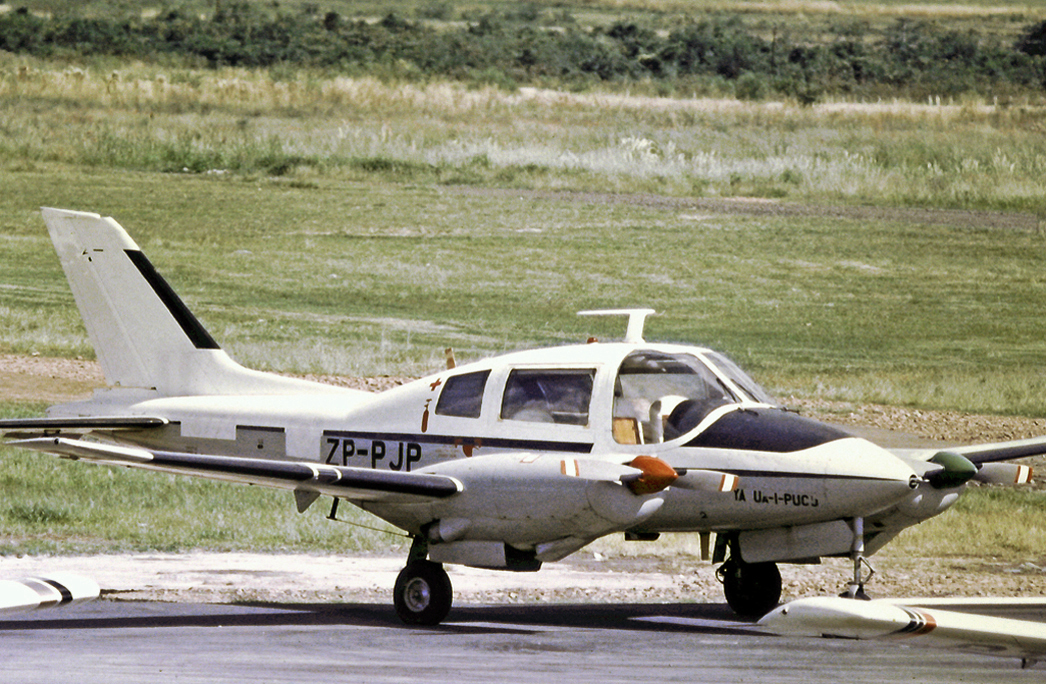
Basset CC.1 ex RAF en Asunción, Paraguay, en 1975.

En marzo de 1963 se llevó a cabo una competición en RAF Northolt entre el B.206 y el De Havilland Devon que buscaba un avión que reemplazara al Avro Anson, con la especificación diseñada en torno al requisito de volar una tripulación de cinco hombres de bombardero V, dotada con equipo de vuelo completo y un miembro del personal de tierra, desde Gran Bretaña hasta Malta. Beagle rediseñó el avión al más grande B.206Y para cumplir con este requerimiento, con la expectativa de un pedido inicial de al menos 80 ejemplares para la RAF. Aunque el B.206 ganó el concurso, sólo se encargaron 20 aviones para la RAF, que se llamarían Beagle Basset. Este pedido reducido puso en duda la rentabilidad del B.206, ya que Beagle había planeado una producción de al menos 250 aviones. La primera entrega a los escuadrones de comunicaciones de la RAF se realizó en junio de 1965. Estaba propulsado por dos motores Rolls-Royce/Continental GIO-470 de seis cilindros horizontalmente opuestos que le daban una velocidad máxima de 220 mph y un alcance de 1645 millas. Se podían transportar hasta ocho personas.
Los aviones de Northolt tuvieron su base originalmente en RAF Bovingdon, cerca de Watford, Hertfordshire, con el Escuadrón de Comunicaciones Sur hasta que el 'SCS' se trasladó a Northolt y se convirtió en el 207 Squadron, el 4 de febrero de 1969. Otro escuadrón, el Escuadrón de Comunicaciones Norte, operó aparatos Basset desde RAF Topcliffe, cerca de Thirsk en North Yorkshire, trasladándose a RAF Wyton en enero de 1969, cuando se convirtió en el Escuadrón de Comunicaciones del Mando de Entrenamiento, pasando a ser el 26 Squadron en febrero de ese mismo año. La mayor parte de los aviones fue retirada del servicio de la RAF el 2 de mayo de 1974 y vendida para uso civil.
El primer avión de encargo civil (un Series 1 matriculado G-ASWJ) se entregó en mayo de 1965 a Rolls-Royce Limited en Hucknall. En 1975, Rolls-Royce retiró este avión y lo donó a RAF Halton para que lo utilizaran los aprendices como 8449M; actualmente está en el Midland Air Museum en Coventry.
Un uso poco usual fue el de uno de los primeros aviones, con matrícula G-ATHO, adquirido por Maidenhead Organ Studios Limited para transportar órganos electrónicos. Otros ejemplares fueron operados por empresas de vuelos chárter con sede en el Reino Unido, incluida Air Kilroe.
El modelo fue vendido y operado por empresas civiles y particulares en varios países, incluidos Australia, Brasil y Estados Unidos. Los Basset se vendieron tras el servicio en la RAF en Estados Unidos y Paraguay.

## Variantes

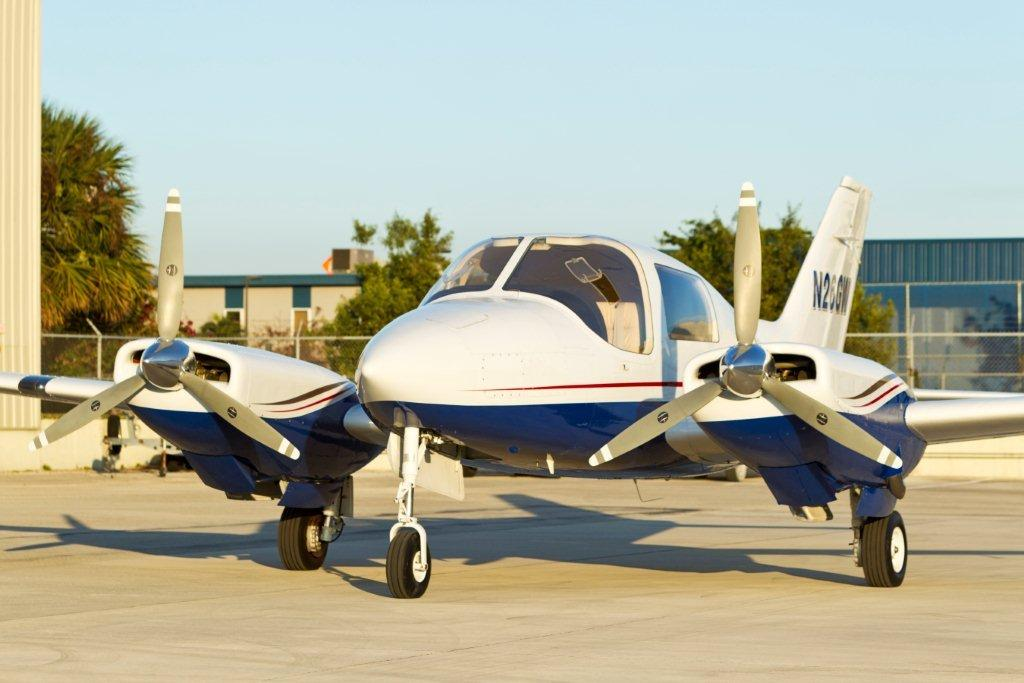
206 modificado con motores Continental GTSIO-520-C.

B.206X
Prototipo, 1 construido.
B.206Y
Prototipo más grande, 1 construido.
B.206Z
Versión militar de preproducción, 2 construidos.
B.206R (Basset CC.1)
Versión militar, 20 construidos.
B.206 Series 1 (B.206C)
Avión de producción civil de siete plazas, 11 construidos.
B.206 Series 2 (B.206S)
Aviones de producción civil de mayores prestaciones, 45 construidos.
B.206 Series 3
Versión de 10 plazas, 2 convertidos a partir de Series 2.

## Operadores

### Militares
Siria
- Fuerza Aérea Siria: un avión equipado para realizar trabajos de reconocimiento.

 Reino Unido
- Real Fuerza Aérea
- Establecimiento Experimental de Aviones y Armamento
- Escuela de Pilotos de Pruebas del Imperio

#### Planeado
Sudáfrica
- Fuerza Aérea Sudafricana: encargó 18 aviones para uso marítimo, pero el pedido fue cancelado.

### Civiles
Australia
- Royal Flying Doctor Service

 Reino Unido
- Maidenhead Organ Studios Limited

## Accidentes e incidentes
- 25 de mayo de 1964: el G-ARXM, el segundo prototipo (el único B.206Y) se estrelló en Wisborough Green, Surrey, muriendo el único ocupante, aparentemente después de intentar realizar un giro.[12]
- 6 de marzo de 1971: G-AVAL , vuelo VFR continuado con mal tiempo. Chouppes, cerca de Poitiers, Francia.
- 5 de julio de 1973: XS783, un Basset CC.1 del 26 Squadron, fue repostado con el combustible equivocado y se estrelló al despegar desde RAF Valley.[13] El navegante murió y el piloto resultó gravemente herido.
- 2 de mayo de 1977: el ingeniero automotriz y ejecutivo de la General Motors Corporation, Ed Cole, murió en un Beagle B.206 Series 2, matriculado N500KR, estrellándose mientras aterrizaba en Kalamazoo (Míchigan), Estados Unidos, con mal tiempo. [14]

## Especificaciones (B.206 Series 2)
Referencia datos: British Civil Aircraft since 1919: Volume I 

### Características generales
- Tripulación: Uno (piloto)
- Capacidad: 6 pasajeros
- Longitud: 10,3 m (33,7 ft)
- Envergadura: 14 m (45,8 ft)
- Altura: 3,5 m (11,3 ft)
- Peso vacío: 2177 kg (4798,1 lb)
- Peso máximo al despegue: 3401 kg (7495,8 lb)
- Planta motriz: 2× motor bóxer de 6 cilindros refrigerado por aire Rolls-Royce Continental GTSIO-520-C.
  - Potencia: 250 kW (345 HP; 340 CV) cada uno.
- Hélices: 1× bipala por motor.

### Rendimiento
- Velocidad máxima operativa (Vno): 415 km/h (258 MPH; 224 kt) [2]
- Velocidad crucero (Vc): 351 km/h (218 MPH; 190 kt)
- Alcance: 1620 km (875 nmi; 1007 mi) (combustible máximo)
- Techo de vuelo: 8300 m (27 231 ft) [16]
- Régimen de ascenso: 6,8 m/s (1339 ft/min)

## Aeronaves relacionadas

### Aeronaves similares
- Aero Ae-45
- Let L-200 Morava
- Beechcraft Baron
- Cessna 310

### Secuencias de designación
- Secuencia B._ (interna de Beagle): Airedale - Auster D.4 - B.206 - B.218 - B.242 - Basset - Bulldog - Husky - Pup →